# Tachikawa Ki-74
Tachikawa Ki-74 (яп. 立川 キ74) — проєкт бомбардувальника Імперської армії Японії періоду Другої світової війни.
Кодова назва союзників - «Петсі» (англ. Patsy).

## Історія створення
у 1939 році, коли ворогом №1 Японії вважався Радянський союз, командування ВПС Імперської армії Японії замовило фірмі Tachikawa розробку розвідника, який міг би з території Маньчжурії вести розвідку території СРСР на захід від Байкалу. Літак мав мати максимальну дальність польоту 5000 км при максимальній швидкості не менше 450 км/г.
Літак планувалось оснастити двома двигунами Mitsubishi Ha-214M потужністю 2400 к.с. кожен та шестилопасними гвинтами, а кабіна мала бути герметична. Але доопрацювання герметичної кабіни, яка проходила випробування на літаках SS-1 та Tachikawa Ki-77, затягнулось, і роботи були призупинені.
Наприкінці 1941 року було вирішено продовжити проєкт, цього разу як дальній бомбардувальник, який був би здатний досягти території США. Літак отримав позначення Ki-74.
На ньому був встановлений бомбовий відсік, бомбардувальний приціл, протектовані паливні баки, а робочі місця членів екіпажу були захищені бронепластинами. На літаку встановили двигуни Mitsubishi Ha-211-II потужністю 2200 к.с. Всі 5 членів екіпажу розміщувались в гермокабіні в носовій частині літака. Літак був здатен нести 1000 кг бомб, а захисне озброєння складалось з одного дистанційно керованого 12,7-мм кулемета «Ho-103», розміщеного у хвостовій вогневій точці.
Перший прототип був готовий у березні 1944 року, незабаром були готові ще два прототипи. Випробування показали, що двигуни Mitsubishi Ha-211-II були недопрацьованими і дуже ненадійними. Тому на 13 передсерійних машинах встановили двигуни Mitsubishi  Ha-104 Ru, хоча й менш потужні (2000 к.с.), зате набагато надійніші.

## Історія використання
Літаки Ki-74 планувалось використовувати для ударів по базах американських літаків B-29 на острові Сайпан, але до капітуляції Японії підготувати необхідну кількість літаків не вдалось.
Четвертий передсерійний літак у 1944 році був підготовлений для безпересадочного перельоту в Німеччину, але вона капітулювала раніше строку, на який був запланований політ.
Також був розроблений проєкт Ki-74-II із збільшеним до 2000 кг бомбовим навантаженням, та транспортний літак. Але до кінця війни жоден реалізований не був.
Хоча Ki-74 не брали участь у бойових діях, але через тривалий час розробки союзники дізнались про нього та присвоїли йому кодову назву «Петсі» (англ. Patsy). При цьому спочатку союзники вважали, що японці розробляють ескортний важкий винищувач і надали йому відповідне чоловіче ім'я «Пет» (англ. Pat).

## Тактико-технічні характеристики

### Технічні характеристики
- Екіпаж: 5 чоловік
- Довжина: 17,62 м
- Висота: 5,10 м
- Розмах крил: 27,00 м
- Площа крил: 80,00 м ²
- Маса пустого: 10 200 кг
- Маса спорядженого: 19 400 кг
- Навантаження на крило: 242.5 кг/м ²
- Двигуни:  2 х Mitsubishi Ha-104 Ru
- Потужність: 2 х 2000 к. с.
- Питома потужність: 4.4 кг/к.с.

### Льотні характеристики
- Максимальна швидкість: 570 км/г
- Крейсерська швидкість: 400 км/г
- Дальність польоту: 8 000 км
- Практична стеля: 12 000 м
- Швидкість підйому: на 8000 м. за 17 хв.

### Озброєння
- Кулеметне: 1 x 12,7-мм кулемет «Ho-103»
- Бомбове: 1000 кг бомб